# نلسون، بریتیش کلمبیا
نلسون (به انگلیسی: Nelson) شهری است در جنوب بریتیش کلمبیای کانادا. این شهر در کوه سلکریک و در منتهی‌الیه بازوی غربی دریاچه کوتنی واقع شده‌است.
نلسون بریتیش کلمبیا به عنوان «شهر ملکه» شناخته شده و برای تصدیق آن مجموعه‌ای از ساختمان‌های میراث پرشکوه روزگار ملکه در منطقه‌ای از آن ساخته شده‌است.

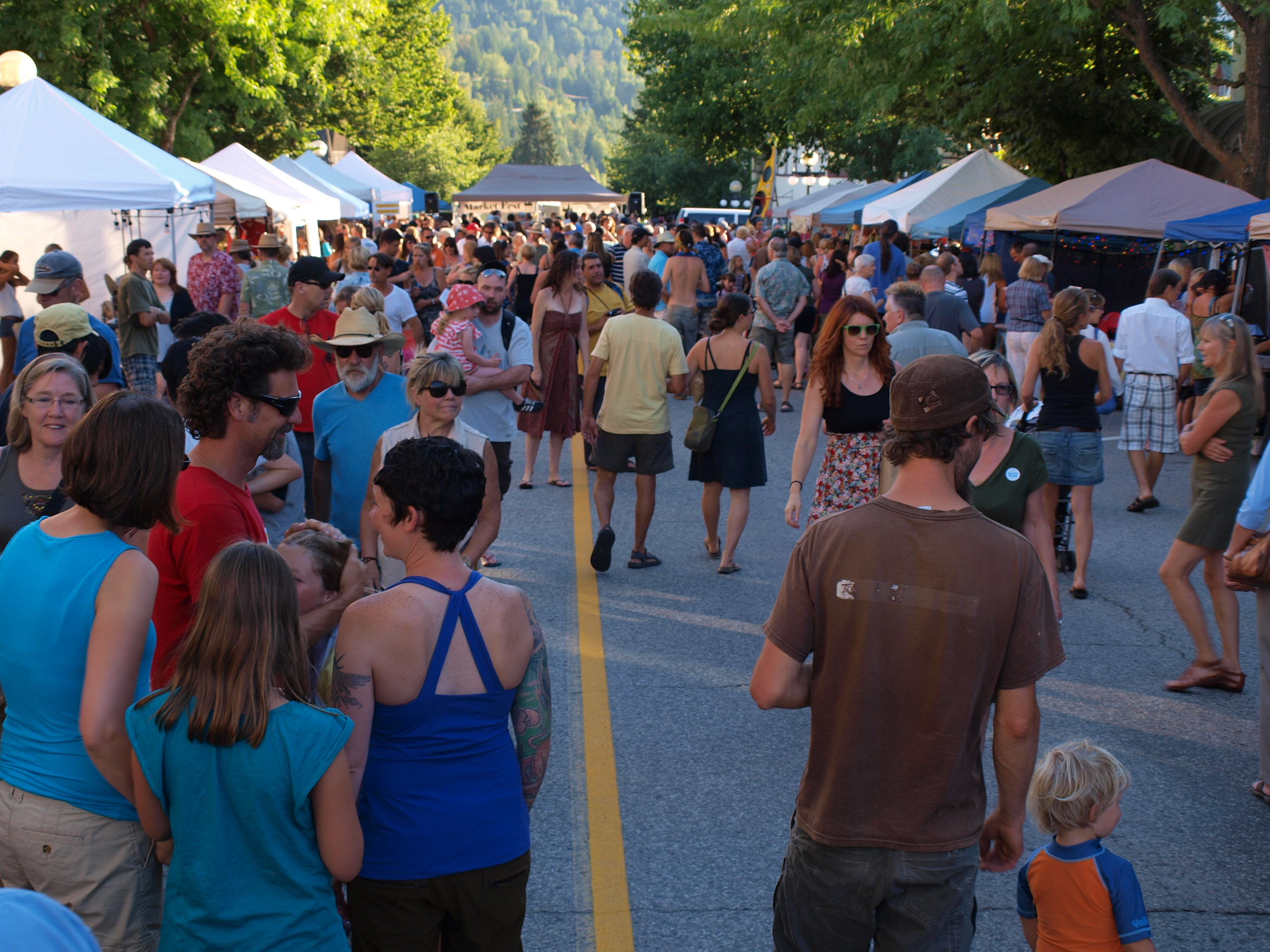
جشنواره بازار نلسون